# Gaston Séverin
Gaston Séverin   (20è districte de París, 4 d'agost de 1879 - Clichy, 22 de desembre de 1962) va ser un actor francès. Fou vicepresident de la Unió d'artistes (1935) i distingit com a Cavaller de la Legió d'honor.
Va destacar en l'època del cinema mut per la seva capacitat mímica, havent-se inspirat en Jean-Gaspard Deburau. El desembre de 1917 va actuar al Teatro de la Zarzuela de Madrid en dues obres, L'Epervier i Monsieur Beverley. Va ser l'actor principal de la companyia francesa que actuava al teatre Nouveautés (actual Le National) de Montreal en el darrer quatrimestre de 1922.

## Filmografia parcial
- 1910 : Le Mauvais Hôte de Louis Feuillade
- 1910 : Conscience de fou de Louis Feuillade
- 1910 : La Justicière de Louis Feuillade
- 1910 : Le Revenant de Georges Denola
- 1910 : Le Quart d'heure de Rabelais de Louis Feuillade
- 1910 : La Fin de Paganini de Louis Feuillade
- 1914 : La Voix de la patrie de Léonce Perret
- 1921 : Le Méchant Homme de Charles Maudru
- 1933 : La Maternelle de Jean Benoît-Lévy i Marie Epstein : l'inspector
- 1936 : Les Mariages de Mademoiselle Lévy de André Hugon : le comte de Rochemaille
- 1937 : Abus de confiance de Henri Decoin : Maître Fortier
- 1938 : La Vénus de l'or de Charles Méré i Jean Delannoy : Silverstein
- 1940 : Narcisse de Ayres d'Aguiar
- 1941 : Le Club des soupirants de Maurice Gleize : le directeur de l'hôtel
- 1942 : La Neige sur les pas d'André Berthomieu
- 1942 : La Croisée des chemins d'André Berthomieu : Maître Berthier
- 1942 : Promesse à l'inconnue d'André Berthomieu
- 1943 : Ne le criez pas sur les toits de Jacques Daniel-Norman : l'advocat de Vincent
- 1948 : Le Diamant de cent sous de Jacques Daniel-Norman : l'advocat general
- 1951 : Le Journal d'un curé de campagne de Robert Bresson